# مهرجان الصحة
مهرجان الصحة حدث تثقيفي وتفاعلي للتوعية لتأمين وقاية طبية وفحص طبي للأشخاص في المجتمع أو للموظفين في العمل بالتداخل مع العافية في مكان العمل ،مكن اعتبارها متداخلة مع الصحة العامة.
مهرجانات الصحة تقام عادة في المجتمع ،في مواقع العمل ،مواقع الشركات الكنائس أو المدارس. وتتكون من مجموعة من الباعة والعارضين الذين يدرِسون جميع جوانب الصحة ،العافية ،اللياقة وتحسين أسلوب العيش. المواضيع ممكن أن تتضمن أشياء مثل معالجة يدوية ،وخز إبري ،نوادي اللياقة والمستشفيات.عادة تتم فيها بعض الفحوصات الروتينية مثل فحص الكولسترول وفحص ضغط الدم.
يتم الإعلان والترويج مسبقاً لمهرجانات الصحة عبر وسائل الإعلام المطبوعة ،الراديو أو التلفاز وهي عادة أحداث تجري في يوم واحد.
مهرجانات الصحة عادة تنظم وتقام شركات تنظيم المهرجانات الصحية التخصصية لكن يمكن أيضاً أن ترعى من قبل الكادر الطبي ،مدراء مستفيدون ،طلاب الطب والممرضات.
إحدى الأمثلة لمهرجانات الصحة هو مهرجانات الصحة لمفتاح فلوريداFlorida Keys Health Fairs.

## وصلات خارجية
- موارد الشركات لمهرجانات الصحة
- دليل التخطيط للمهرجانات الصحية
- طاقم المهرجانات الصحية
- شركات المهرجانات الصحية
- في دنفر كولورادو
- في ماساتشوستس
- موارد المهرجانات الصحية
- خدمات المهرجانات الصحية

*-معرض صور لحملات ومشاركات صحية قامت بها جمعية الهيئة الصحية الإسلامية-لبنان
*-معرض صور لحملات ومشاركات صحية قامت بها جمعية الهيئة الصحية الإسلامية-لبنان
*-معرض صور لحملات ومشاركات صحية قامت بها جمعية الهيئة الصحية الإسلامية-لبنان
*-معرض صور لحملات ومشاركات صحية قامت بها جمعية الهيئة الصحية الإسلامية-لبنان
*-معرض صور لحملات ومشاركات صحية قامت بها جمعية الهيئة الصحية الإسلامية-لبنان